# Prócoro
Prócoro (em grego: Πρόχορος , romanizado: Prochoros) foi, de acordo com o livro de Atos dos Apóstolos, um dos sete diáconos da Igreja de Jerusalém, companheiro de Estêvão.  Sua origem foi provavelmente helênica.  Uma tradição posterior o associou ao grupo de setenta e dois seguidores de Jesus de Nazaré, enquanto alguns escritos apócrifos o ligaram a apóstolo João.  Ele teria servido como bispo de Nicomédia, na Bitínia, para finalmente sofrer o martírio pela fé em Jesus Cristo em Antioquia.

## Procóro no Novo Testamento
O nome Prochoros vem de Grego, Προχορος  (Prochoros) e, em seguida, de latino,  Prócoro , e significa 'aquele que preside o coro' ou também' aquele que prospera'.
Prócoro era, de acordo com um texto do Novo Testamento, um dos sete diáconos da Igreja de Jerusalém, constituídos como tal pelos apóstolos.  O Livro de Atos dos Apóstolos, datado de 60-70 dC,  o classifica como um dos os cristãos de origem helênica, que a primeira comunidade de Jerusalém consagra para o serviço material da comunidade, exemplificado no cuidado de mesas e viúvas.
 Naqueles dias, quando os discípulos se multiplicavam, havia reclamações dos helenistas contra os hebreus, porque suas viúvas eram negligenciadas na assistência diária.  Os Doze convocaram a assembléia dos discípulos e disseram: “Não nos parece certo abandonar a Palavra de Deus para servir às mesas.  Portanto, irmãos, buscai entre vós sete homens, de boa reputação, cheios de Espírito e sabedoria, e os colocaremos a cargo deste cargo;  enquanto vamos nos dedicar à oração e ao ministério da Palavra. "  A proposta pareceu boa a toda a assembleia e escolheram Esteban, homem cheio de fé e do Espírito Santo, Felipe,  'Prócoro' , Nicanor, Timas, Pármenas e Nicolau, prosélito de Antioquia;  Eles os apresentaram aos apóstolos e, depois de orar, impuseram as mãos sobre eles. —  Atos 6: 1-6

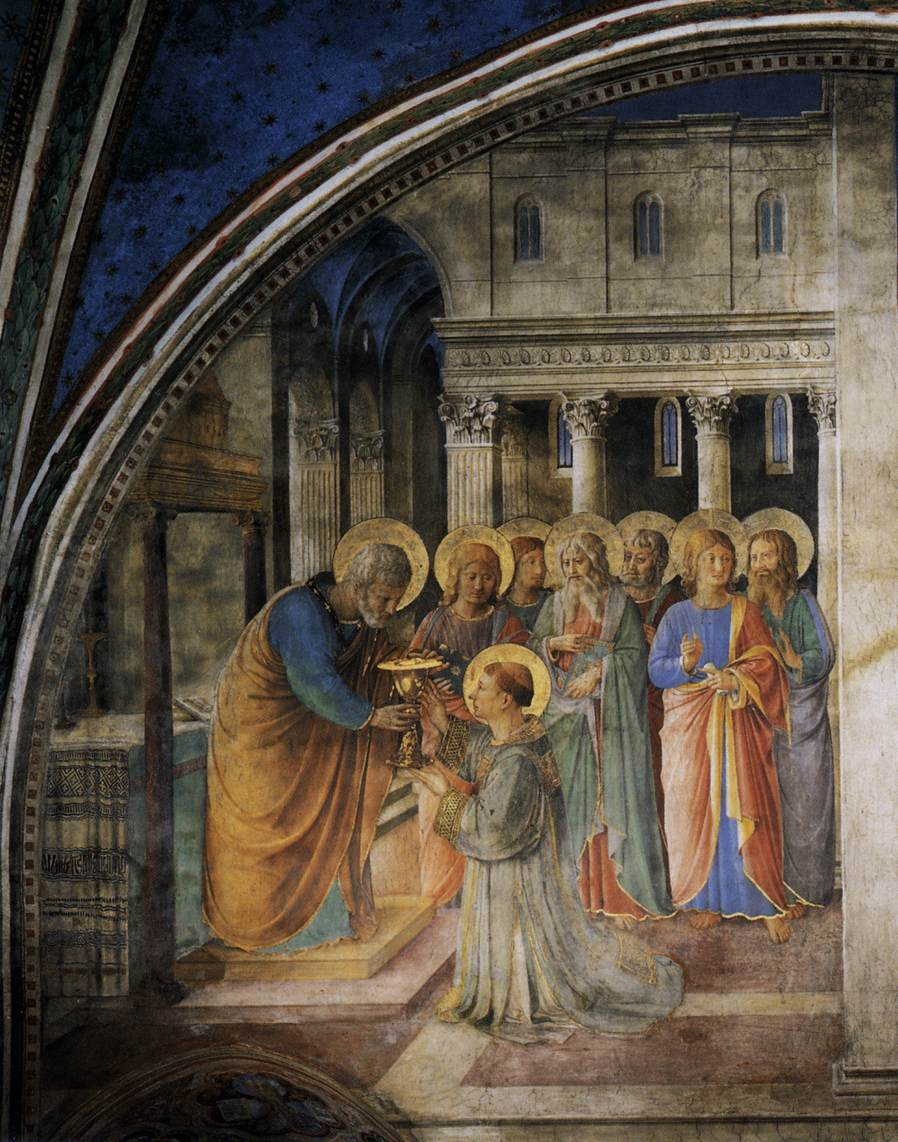
Simão Pedro consagra Estêvão como diácono. Afresco da Capela Niccolina, Palácios Papais, Vaticano. Esteban, o protomártir, está de joelhos. Atrás e em pé, os outros seis diáconos, entre eles Prócoro.

Assim, Prócoro aparece como membro daquele seleto grupo que o livro dos Atos dos Apóstolos chama de "dos Sete" (Atos 21:8), junto com Estêvão, protomártir cristão (Atos 7), e de Filipe,o diácono, o pregador em Samaria (Atos 8: 5-8), que mais tarde receberia o título de "evangelista" (Atos 21: 8) por sua obra de evangelização.

## Procoro e o grupo de «setenta e dois»
Uma tradição posterior o associou ao grupo de setenta e dois discípulos que seguiram Jesus mencionado no Evangelho de Lucas.
 Depois disso, o Senhor designou setenta e dois outros, e os enviou dois a dois na frente dele, para todas as cidades e lugares para onde ele deveria ir. —  Evangelho de Lucas 10:1
Eusébio de Cesaréia (século IV) mencionou apenas os nomes de cinco dos setenta e dois discípulos, mas, meio século depois, Epifânio de Salamina anotou em sua escrita  Panarion haereses ' 'XX que este grupo incluía «os Sete» destinados ao cuidado de viúvas, entre elas Prócoro. Bruce M. Metzger comenta que, como o nome Procoro vem do Grego, é provável que sua origem seja helênica e, portanto, improvável que ele pertencesse ao grupo de setenta e dois seguidores de Jesus, provavelmente de origem palestina. O nome de Procoro também é coletado na Crônica Pascal (Chronicon Paschale ), do século VII e de origem bizantina, inserida numa lista de setenta discípulos, na qual ocupa o 66º lugar. Listas semelhantes circularam pelas Igrejas Orientais , e em outros catálogos em grego e latim atribuídos a Irineu de Lyon, Hipólito de Roma, Doroteu (sacerdote de Antioquia), etc.

## Procoro em escritos apócrifos
De acordo com diferentes escritos apócrifos, Prócoro teria sido um assistente do Apóstolo João em seu exílio na ilha de Patmos, e como tal ele é representado pelos bizantinos a partir do século X. Ele teria servido como bispo de Nicomedia, em Bitínia, para finalmente sofrer o martírio pela fé em Jesus Cristo em Antioquia.

## Comemorações e lembretes
A Igreja Ortodoxa celebra a festa de Procoro em 28 de julho.
A Igreja Católica Apostólica Romana lembrou Prócoro em 9 de abril de acordo com o "Vetus Martyrologium Romanum" de 1856,  porém não se registra seu o nome no Romano Mishal de 17 de janeiro de 1957.